# مورکووکی
مورکووکی (به چکی: Morkůvky) یک منطقهٔ مسکونی در جمهوری چک است که در ناحیه برتسلاو واقع شده‌است. مورکووکی ۶٫۷ کیلومتر مربع مساحت و ۴۶۰ نفر جمعیت دارد و ۱۹۸ متر بالاتر از سطح دریا واقع شده‌است.